# Türkspor Neckarsulm
Türkspor Neckarsulm (vollständiger Name Türkspor Neckarsulm 1969 e. V.) ist ein Fußballverein aus dem württembergischen Neckarsulm. Die erste Mannschaft des Klubs stieg 2025 erstmals in die Oberliga Baden-Württemberg auf.

## Geschichte
Der Verein wurde 1969 von türkischen Gastarbeitern ins Leben gerufen und stieg 2001 erstmals in die Landesliga Württemberg auf, in der man sich bis 2005 halten konnte, von 2007 bis 2009 spielte man nochmals für zwei Jahre in der Landesliga. Nach elf Jahren auf Kreis- und Bezirksliganiveau stieg man 2020 als Meister der Bezirksliga Unterland zum dritten Mal in die Landesliga auf. Dort gehörte man von Beginn an zu den Spitzenteams der Liga und schaffte 2023 als Staffelmeister den erstmaligen Aufstieg in die Verbandsliga Württemberg, in der man bereits in der ersten Saison erneut Ansprüche auf einen Spitzenplatz anmeldete und die Saison letztlich auf dem dritten Platz abschloss. In der Saison 2024/25 sicherte sich die Mannschaft am vorletzten Spieltag den Meistertitel der Verbandsliga und spielt damit in der Saison 2025/26 erstmals in der Vereinsgeschichte in der Oberliga Baden-Württemberg. Zur Saison 2025/26 vereinbarte Türkspor im Jugendbereich eine Kooperation mit dem FC Union Heilbronn.
Die Spielstätten im Sportzentrum Pichterich teilt man sich mit der Sport-Union Neckarsulm.